# Adalbert Dáni von Gyarmata

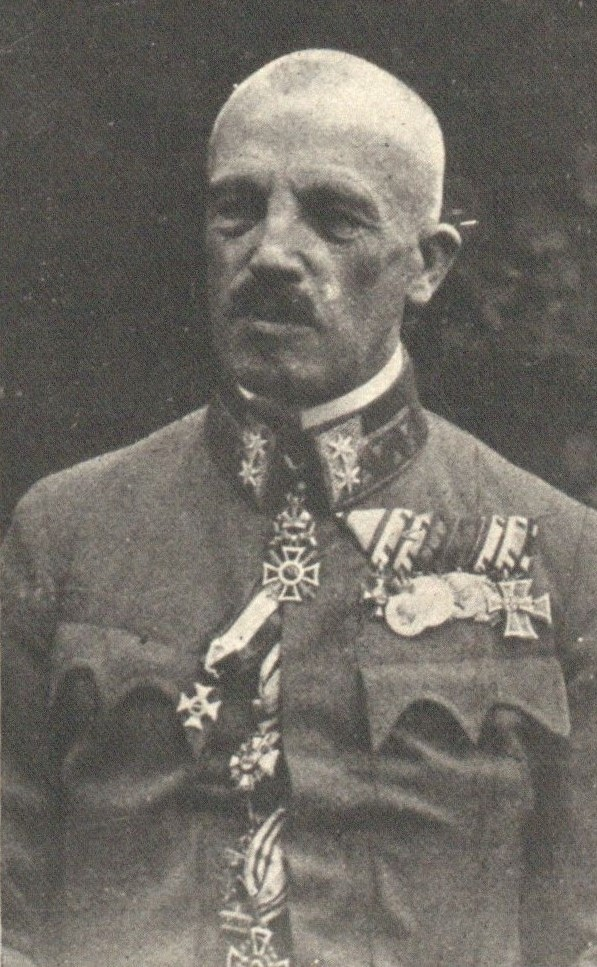
Adalbert Dani von Gyarmata und Magyar-Cséke (Mai 1918)

Adalbert Dáni von Gyarmata (* 21. Mai 1868 in Pest; † 14. Mai 1921) war ein österreichisch-ungarischer Feldmarschallleutnant, Generalstabschef und Militärattaché.

## Beruflicher Werdegang
Nach seinem Schulabschluss besuchte Adalbert Dáni von Gyarmata und Magyar-Cséke die Militärschule im Königreich Ungarn, bis er 1889 zum Offizier in der österreichisch-ungarischen Armee ernannt wurde. Da er für eine Stabsposition vorgesehen war, hielt er sich ab 1899 für ein Jahr in Russland auf, um die russische Sprache zu erlernen. Aus seinen Personalunterlagen ist ersichtlich, dass er neben der deutschen und ungarischen Sprache auch Englisch, Französisch und Italienisch beherrschte. Später kamen noch Böhmisch und Kroatisch in Wort und Schrift hinzu. Damit verfügte er über sehr gute Voraussetzungen für spätere Auslandseinsätze. Nach seiner Rückkehr wurde er als Nachrichtenoffizier im Führungsstab bei der 27. Infanterie-Division des österreichisch-ungarischen Heeres eingesetzt.

## Einsatz in Asien
Anfang 1904 erhielt Dáni Béla, wie er auch genannt wurde, den Auftrag für einen Einsatz in Japan. Obwohl er die Sprache zu diesem Zeitpunkt noch nicht beherrschte, bekam er eine Kommandierung nach Tokyo, da sich in dieser Phase ein deutlicher militärischer Konflikt zwischen Russland und Japan anbahnte. Zum Februar 1904 wurde er als Militärattaché an die österreichisch-ungarische Gesandtschaft in Tokyo kommandiert. Ende März traf er, im Range eines Hauptmanns, in Yokohama ein und wurde nach ersten kurzen Orientierungen über die Lage der 1. Armee Japans unter General Kuroki Tamemoto (1844–1923), zugleich Oberbefehlshaber im Russisch-Japanischen Krieg, angegliedert. Ihr Einsatzgebiet befand sich zu diesem Zeitpunkt in der Mandschurei. Als seinen Gehilfen auf dem Kriegsschauplatz hatte er den österreichisch-ungarischen Offizier Franz Freiherr von Erwin (* 1876) zur Seite bekommen.
Anfangs musste sich Hauptmann Dáni von Gyarmata mit zahlreichen Schwierigkeiten vor Ort auseinandersetzen. Vor allem gab es heftige Berührungsängste der japanischen Armeeführung gegenüber ausländischen Offizieren. Das betraf vor allem die Nutzung eigener Informationswege durch die ausländischen Attachés und die innerhalb des japanischen Heeres zu dieser Zeit herrschende Zensur. Da sich relativ schnell herausstellte, dass diese Wünsche nach offenerem Umgang mit den streng geheim gehaltenen militärischen Nachrichten auch andere ausländische Attachés betraf, wurden ihnen bald Änderungen gewährt. Das betraf auch die ebenfalls in der Mandschurei eingesetzten deutschen militärischen Beobachter, Marineattaché und Korvettenkapitän Konrad Trummler (1864–1936) und Militärattaché Major Günther von Etzel (1862–1948). Mit beiden Attachés entwickelte Dáni Béla gute Arbeitsbeziehungen, die bis zum gegenseitigen Austausch von Informationen und regelmäßige Treffen zur Abstimmung des taktischen Verhaltens im Gastland gingen. Ihnen schloss sich der US-amerikanische Militärattaché Kapitän John Pershing (1860–1948) an. Mit Pershing entwickelte sich ein freundschaftliches Verhältnis, der Dáni von Gyarmata im privaten Bereich „Bela de Dani“ nannte. Alle vier Offiziere bekamen die Erlaubnis, das Kampfgeschehen in vorderster Linie zu beobachten, und berichteten darüber ihrem jeweiligen Generalstab. Was den militärischen Beobachtern bei dem ersten großen militärischen Konflikt auf dem asiatischen Kontinent Anfang des 20. Jahrhunderts nicht entging, war, dass sich die Art und Weise der Kampfführung rasant verändert hatte. Nicht nur die totale Einbeziehung der Zivilbevölkerung in den Krieg, sondern auch die bewusst wahrgenommene Zerstörung normaler wirtschaftlicher und sozialer Lebensbedingungen der Bevölkerung des Landes, auf dessen Territorium die Kampfhandlungen stattfanden, hatte eine völlig neue Qualität erreicht.
Mit Kriegsende erhielt Dáni von Gyarmata 1906 seine Versetzung nach China. Sein Einsatz in Peking betraf ebenfalls die Aufgaben des Militärattachés. Als solcher gehörte er zur österreichisch-ungarischen Gesandtschaft in China. Dieses Amt übte Dani von Gyarmata bis 1910 aus. Sein Nachfolger als Militärattaché wurde der österreichisch-ungarische Offizier Franz Pütz.

## Wieder in Europa
Dáni von Gyarmata kehrte nach Ungarn zurück und übernahm dort das Kommando über das 65. Infanterieregiment. Hier war er auf dem Balkan, im Bereich der serbischen Front eingesetzt. Zeitnah wurde er nach zwei Jahren zum Oberst befördert. Zugleich übernahm er 1912 den Posten des Generalstabschefs des IV. Korps in Budapest. Nach Ausbruch des Ersten Weltkriegs fungierte von Gyarmata von Juli 1914 bis März 1915 weiterhin als Stabschef des IV. Korps, welche bei der 2. Armee in Syrmien eingesetzt wurde, bevor beide Großverbände nach Galizien verlegt wurden. Von März bis September 1915 diente er wieder an der serbischen Front als Stabschef der Armeegruppe des Generals der Kavallerie von Tersztyanszky. Im September 1915 war er kurzfristig Stabschef der 3. Armee, bevor er am 3. Dezember 1916 zum Generalmajor ernannt wurde. Zum Zeitpunkt des Zerfalls der österreichisch-ungarischen Monarchie 1918 war Dáni von Gyarmata Abteilungsleiter im Kriegsministerium in Wien. Im Januar 1919 wurde er in den Ruhestand verabschiedet.
Kurz nach der Bildung des ungarischen Staates erhielt Dáni von Gyarmata in der Ungarischen Armee den Rang eines Feldmarschall-Leutnants der Reserve. Im März 1921 verstarb er.

## Familie
Der Vater von Adalbert war Richter am Obersten Gericht im Königreich Ungarn.